# Peter Hartz

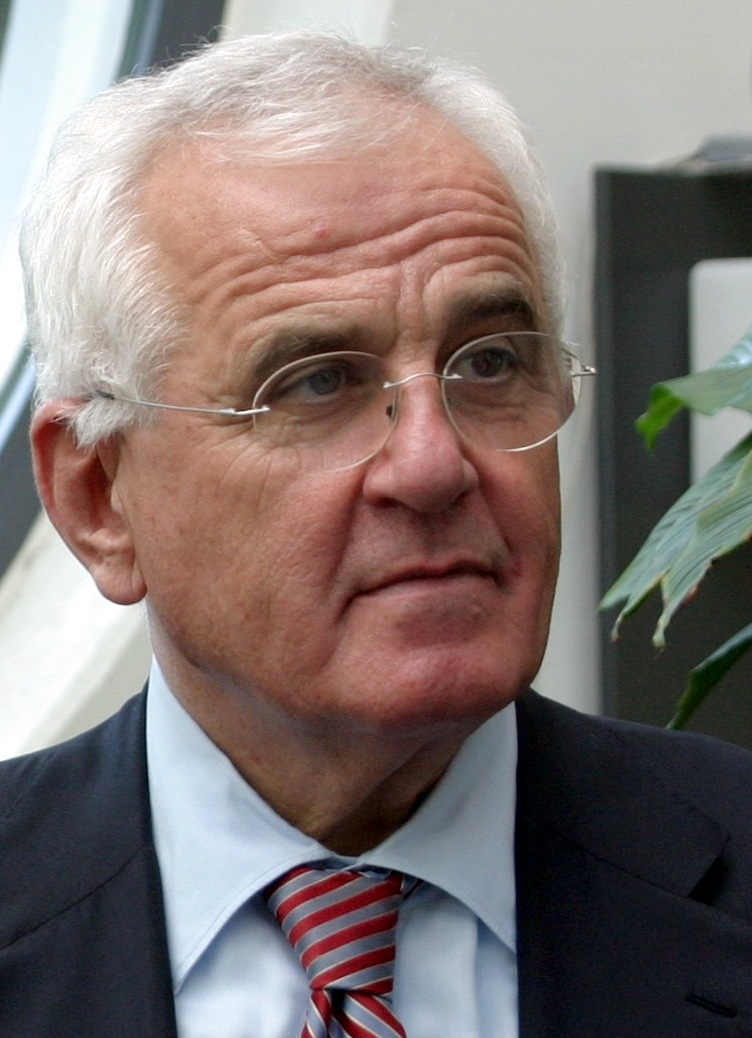
Peter Hartz

Peter Hartz (Sankt Ingbert, 9 agosto 1941) è un imprenditore tedesco, dirigente risorse umane della azienda pubblica tedesca Volkswagen fino al 2005.

## Biografia
Hartz divenne un importante consigliere del cancelliere tedesco (precedentemente capo di stato della Bassa Sassonia, proprietaria di un pacchetto azionario Volkswagen) Gerhard Schröder, con il quale sviluppò il cosiddetto Piano Hartz, cioè una serie di proposte della Commissione "Servizi moderni al mercato del lavoro" per riformare il mercato del lavoro tedesco. Le misure Hartz I - III furono implementate tra il primo gennaio 2003 e il 2004, mentre le misure Hartz IV furono implementate il primo gennaio 2005.

### Scandalo Volkswagen e dimissioni
L'8 luglio 2005 Hartz presentò una lettera di dimissioni (accettata pochi giorni dopo) per alcune accuse di illeciti nella sua area di responsabilità alla VolksWagen, tra cui:
1. mazzette a manager Volkswagen da aziende fittizie coinvolte in affari immobiliari con la Volkswagen, specialmente la sussidiaria della Repubblica Ceca Škoda Auto;
2. favori a membri dei sindacati (Betriebsrat), che sono illegali secondo la legge tedesca (il presidente del consiglio dei lavoratori, Klaus Volkert, si è dimesso il 30 giugno 2005);
3. uso di prostitute pagate dall'azienda, talvolta in appartamenti di proprietà aziendale, con utilizzo di Viagra prescritto dal servizio medico dell'azienda stessa.[1]

### Condanna
Hartz ammise la sua colpevolezza e il 25 gennaio 2007 fu condannato a due anni di prigione. Ottenne la libertà condizionale, e fu condannato a una multa di 576.000 euro.